# Józef Michalak
Józef Michalak (ur. 1939 w Pruszkowie) – polski działacz partyjny i samorządowy, prezydent Pruszkowa (1989–1990). 

## Życiorys
Ukończył studia na Politechnice Warszawskiej. Od 1964 pracował w Fabryce Obrabiarek "Mechanicy" w Pruszkowie, gdzie był m.in. zastępcą dyrektora ds. społeczno-zawodowych. W latach 1984–1987 pełnił obowiązki sekretarza ekonomicznego Komitetu Miejskiego PZPR. W 1988 uzyskał mandat radnego Miejskiej Rady Narodowej w Pruszkowie. 26 stycznia 1989 został wybrany nowym prezydentem miasta, obowiązki pełnił do kwietnia 1990. 